# Большие Бабики
Большие Бабики — деревня в Очёрском городском округе Пермского края России.

## История
Известна с 1791 года. До 2019 года входила в состав ныне упразднённого Кипринского сельского поселения Очёрского района.

## География
Деревня находится в юго-западной части края, в пределах денудационной Предуральской равнины, на левом берегу реки Кен, на расстоянии приблизительно 26 километров (по прямой) к северо-западу от города Очёра, административного центра округа. Абсолютная высота — 242 метра над уровнем моря.
Климат
Климат характеризуется как континентальный, с морозной продолжительной зимой и коротким тёплым летом. Средняя многолетняя температура самого холодного месяца (января) составляет −15,5 °С (абсолютный минимум — −38 °С), температура самого тёплого (июля) — 17,5 °С (абсолютный максимум — 37 °С). Продолжительность безморозного периода — 115 дней. Среднегодовое количество осадков — 441 мм.

## Население
| 2010 |
| ---- |
| 0    |